# Rodney Richardson
Rodney Richardson (* 21. August 1917 in New Orleans; † 29. Oktober 2005 in Modesto, Kalifornien) war ein US-amerikanischer Jazz-Bassist.

## Leben und Wirken
Rodney Richardson begann seine Karriere während der 1930er Jahre in Territory Bands in Tennessee, u. a. in The Georgia Boys and the Royal Knights; zeitweise spielte er auch Rhythmusgitarre. 1943 tourte er mit Harlan Leonards Band durch Kalifornien, trat mit Art Tatum auf und spielte von 1943 bis 1947 im Count Basie Orchestra, wo er Walter Page während der Ableistung des Militärdienstes vertrat. In dieser Zeit wirkte er als Sessionmusiker bei Aufnahmen u. a. von Lester Young & den Kansas City Seven, Herbie Fields, Lucky Thompson und Roy Eldridge mit.  Er spielte in den 1950er Jahren mit Tiny Grimes und Erroll Garner, in den 1970er Jahren bei Duke Burrells Louisiana Shakers. Richardson, der zuletzt in Kalifornien lebte und 2005 im Alter von 88 Jahren starb, wirkte von 1943 bis 2000 bei 85 Aufnahmesessions mit. Er ist ein Bruder des Soul-Bassisten James „Beans“ Richardson und Cousin der Opernsängerin Leontyne Price.